# NGC 7174
NGC 7174 is een spiraalvormig sterrenstelsel in het sterrenbeeld Zuidervis. Het hemelobject ligt ongeveer 106 miljoen lichtjaar van de Aarde verwijderd en werd op 28 september 1834 ontdekt door de Britse astronoom John Herschel. Het sterrenstelsel behoort samen met NGC 7172, NGC 7173 en NGC 7176 tot de cluster HGC 90.

## Synoniemen
- ESO 466-40
- IRAS 21592-3214
- MCG -5-52-10
- HCG 90D
- VV 698
- AM 2159-321
- PGC 67881